# G2 (nuage)

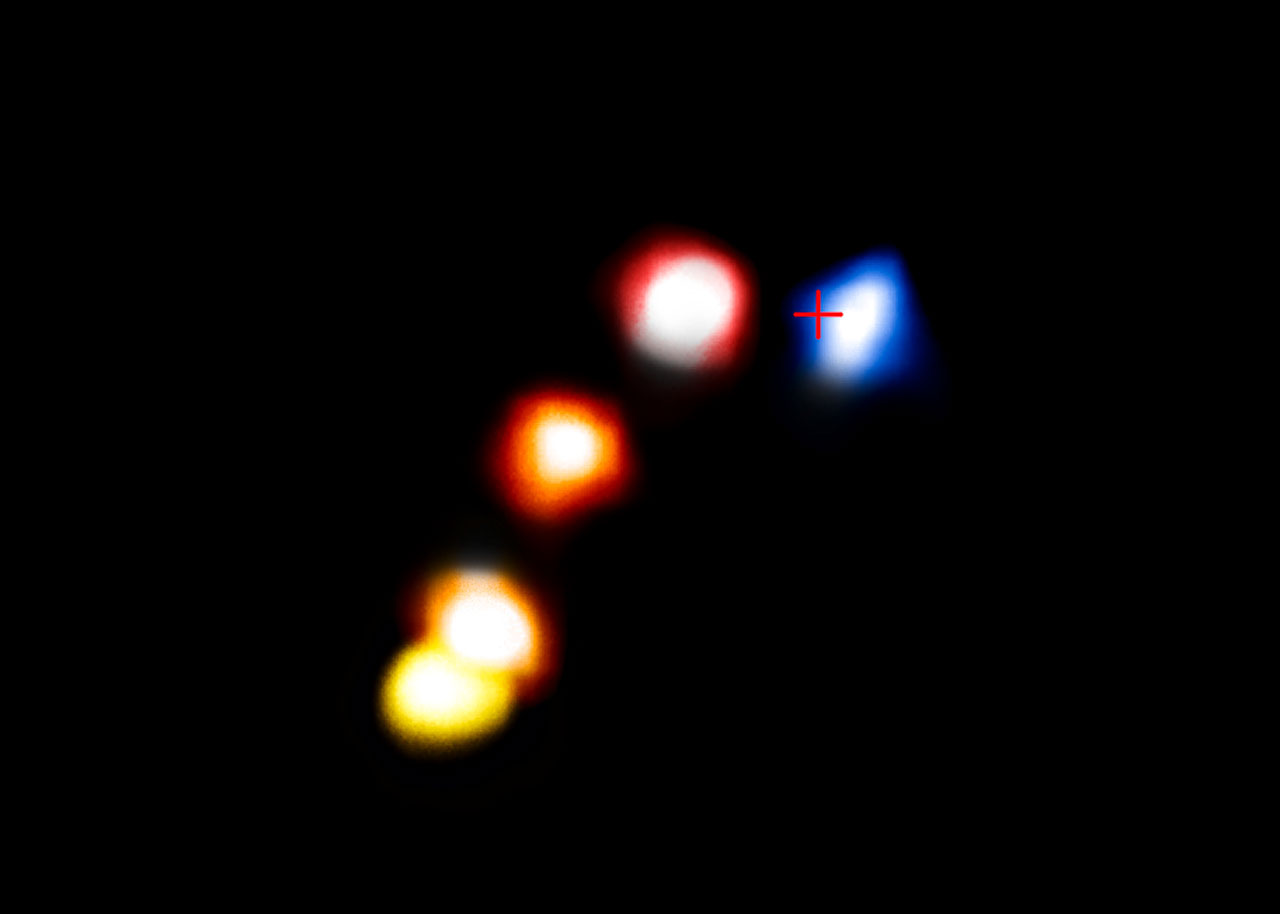
Image composite montrant les variations de positions de G2 dans le temps.

G2 est un objet en orbite autour de Sagittarius A* (Sgr A*), le trou noir supermassif situé au centre galactique de la Voie lactée. Découvert en 2011 par Stefan Gillessen et al., il se présente à l'observation comme un nuage de gaz et de poussière. Il était au péribothron en mai 2014. Des données collectées par le Très Grand Télescope (VLT) de l'Observatoire européen austral (ESO) indiquent qu'il a survécu aux « effets d'intense marée gravitationnelle engendrés par la si grande proximité du trou noir ». Elles suggèrent fortement qu'il enveloppe — et masque — un objet doté d'un noyau massif — probablement une protoétoile — plutôt qu'il ne consiste en un simple « nuage vaporeux »,. Cette hypothèse se trouve confortée par l'absence (au 25 mars 2015) du moindre élément — tel qu'une hausse de luminosité ou accroissement d'activité — plaidant en faveur de l'accrétion de sa matière par le trou noir.
D'une masse environ trois fois supérieure à celle de la Terre, il se déplace à une vitesse d'environ 3 000 kilomètres par seconde, sur une orbite excentrique (excentricité d'environ 0,966), s'approchant jusqu'à environ 150 unités astronomiques du trou noir.[réf. incomplète]